# Siercza
Siercza – wieś w Polsce położona w województwie małopolskim, w powiecie wielickim, w gminie Wieliczka.
W roku 2021 miejscowość liczyła 1570 mieszkańców, z czego 52% mieszkańców stanowiły kobiety, a 48% mężczyźni.
| SIMC    | Nazwa       | Rodzaj    |
| ------- | ----------- | --------- |
| 0341422 | Brzeziny    | część wsi |
| 0341439 | Chalakówka  | część wsi |
| 0341445 | Głęboczki   | część wsi |
| 0341451 | Na Potoku   | część wsi |
| 0341468 | Przetakówka | część wsi |
| 0341474 | Wolica      | część wsi |

## Historia
„Słownik geograficzny Królestwa Polskiego i innych krajów słowiańskich”, powołując się m.in. na dyplom Leszka Czarnego z 1288 roku, podaje, że wieś od najdawniejszych czasów należała do włości opactwa tynieckiego.
W 1595 roku wieś położona w powiecie szczyrzyckim województwa krakowskiego była własnością kasztelana małogoskiego Sebastiana Lubomirskiego. Z powodu zakazu osiedlania się Żydów w Wieliczce, w Sierczy na Klaśnie powstało tzw. miasto żydowskie, które dynamicznie rozwinęło się po I rozbiorze Polskie, a do Wieliczki włączono je w 1934 roku.
Według Słownika (wydany w latach 1880–1902) wieś liczyła 715 mieszkańców i miała łącznie 103 domy położone w czterech grupach. Oprócz samej wsi w przysiółkach Babiny – 12 domów, Brzeziny – 15 domów i Wolica – 23 domy.
W latach 1975–1998 miejscowość administracyjnie należała do województwa krakowskiego.

## Zabytki
Obiekt wpisany do rejestru zabytków nieruchomych województwa małopolskiego.
- Zespół dworski: dwór, oficyna, dwa budynki gospodarcze, piwnica, park.

## Przyroda
W dolinie w części Brzeziny-Chalakówka znajduje się wyeksploatowany kamieniołom. W maju 2010 roku wskutek powodzi osuwająca się ziemia uszkodziła infrastrukturę wsi.
W parku, przy dworze, rosną cztery drzewa pomnikowe: grusza, buk, klon oraz dąb. Grusza, to prawdopodobnie dwupniowe drzewo posiadało w 2013 roku obwód 407 cm.

## Osoby związane z miejscowością
- Antoni Bystrzonowski – polski ksiądz katolicki, teolog, profesor Uniwersytetu Jagiellońskiego.
- Ludwik Lepiarz – podpułkownik dyplomowany piechoty Wojska Polskiego.
- Ludwik Młynek – polski etnograf, folklorysta, pisarz, poeta, nauczyciel, pedagog, założyciel oddziałów Towarzystwa Ludoznawczego w Buczaczu i Tarnowie[9].